# 羅德尼·威廉斯
羅德尼·艾利·羅倫斯·威廉斯爵士KGN, GCMG, KStJ（Sir Rodney Errey Lawrence Williams，1947年11月2日—）是第四任安地卡及巴布達總督，即安地卡及巴布達君主在該國的代表。他曾在萊斯特·伯德內閣中擔任教育、文化及科技部長，從政前則任職醫生。